# Panaspis seydeli
Panaspis seydeli — вид сцинкоподібних ящірок родини сцинкових (Scincidae). Мешкає в Демократичній Республіці Конго і Замбії. Вид названий на честь бельгійського лепідоптеролога Шарля Анрі Віктора Сейделя.

## Поширення і екологія
Panaspis seydeli відомі за 4 зразками, зібранами до 1940 року. Вони мешкають на півдні ДР Конго, в провінції Катанга, зокрема в [[[Національний парк Упемба|Національному парку Упемба]], а також на півночі Замбії.